# والی گیتور
والی گِـیتور (انگلیسی: Wally Gator) یکی از بخش‌هایِ سه‌گانهٔ «مجموعه کارتون‌های جدید هانا-باربارا» بود که از سال ۱۹۶۲ تا ۱۹۶۳ میلادی از شبکهٔ ای‌بی‌سی به روی آنتن رفت.
والی گیتور در ضمن، یکی از شخصیت‌های کارتون یوگی و دوستان هم بود. صداپیشگی والی گیتور به عهدهٔ داز باتلر و صداپیشگیِ «آقای توئیدل» به عهدهٔ دان مسیک بود.
این مجموعه کارتونی، در دههٔ ۵۰ خورشیدی، با دوبلهٔ فارسی از تلویزیون ملی ایران پخش شد.